# Krize v Rudém moři
Krize v Rudém moři je probíhající vojenský konflikt, který začal 19. října 2023, kdy Íránem podporované jemenské hnutí Hútíů provedlo sérii útoků na lodě proplouvající úžinou Mandeb a na cíle v jižním Izraeli. Hútíové již několikrát v minulosti zaútočili na civilní nákladní lodě plující poblíž jemenského pobřeží a prohlásili, že cílem jejich útoků je jakákoli lodní doprava spojená s Izraelem, ačkoli napadeno bylo i několik lodí bez zjevné vazby na Izrael. Hútíové prohlásili, že s aktivitami nepřestanou, dokud Izrael neukončí válku s Hamásem. Krize v Rudém moři je součástí širší zástupné války mezi Spojenými státy a Íránem. Od února 2024 Hútíové cílí také na podmořské komunikační kabely.
Hútíové, kteří operují proti mezinárodně uznávané jemenské vládě, kontrolují od roku 2014 značnou část pobřeží země podél Rudého moře. Krátce po vypuknutí války Izraele s Hamásem bylo mnoho raketových útoků Hútíů zachyceno izraelskými protiraketovými střelami Arrow (jiné nedoletěly do cíle či byly zachyceny izraelským letectvem, námořnictvem Spojených států a francouzským námořnictvem). Hútíové rovněž ostřelovali obchodní lodě různých zemí v Rudém moři, a to zejména v úžině Mandeb, která je důležitým místem pro globální ekonomiku, neboť slouží jako vstupní brána k Suezskému průplavu. Mnoho lodí proto přijalo opatření v podobě náhradní trasy kolem pobřeží Jihoafrické republiky.
Aktivity Hútíů v Rudém moři vyvolaly vojenskou reakci řady zemí – Spojené státy zahájily operaci Prosperity Guardian na zajištění bezpečné plavby v Rudém moři, bombardovaly Hútíi kontrolované území Jemenu a útočily na hútíovská plavidla v Rudém moři. Mnoho dalších zemí začalo hlídat vody poblíž Jemenu. Evropská unie zahájila 19. února 2024 námořní operaci Aspides. Krize v Rudém moři představuje nejintenzivnější dlouhodobé bojové nasazení, které válečné lodě zažily od druhé světové války.

## Pozadí

### Hútíové a válka Izraele s Hamásem
Hnutí Hútíů je Íránem podporovaná zajdská ší'itská islamistická militantní organizace, která fakticky kontroluje některé části Jemenu, ačkoli není mezinárodně uznávanou vládou země (za legitimní vládu je považována prezidentská rada). Po útoku Hamásu na Izrael dne 7. října 2023, který vyvolal válku mezi Izraelem a Hamásem, vyjádřila řada Íránem podporovaných militantních skupin na celém Blízkém východě (včetně Hútíů) podporu Palestincům a pohrozila útokem na Izrael. Vůdce Hútíů Abd al-Malik al-Húthí varoval Spojené státy, aby nepodporovaly Izrael. Dodal také, že pokud tak učiní, zaútočí pomocí raket a dronů. Hútíové prohlásili, že s útoky v Rudém moři skončí, až bude uzavřeno příměří mezi Izraelem a Hamásem a bude ukončena izraelská blokáda Pásma Gazy.
V lednu 2025 Hútíové uvedli, že v souladu s příměřím v Gaze omezí útoky na námořní dopravu v Rudém moři na plavidla přímo spojená s Izraelem. Od října 2023 Hútíové napadli více než 100 obchodních plavidel, přičemž dvě z nich potopili (MV Rubymar, MV Tutor) a zabili čtyři členy posádky.

### Zbraně používané Hútíi
Podle společnosti Armament Research Services jsou zbraně Hútíů většinou ruského, čínského nebo íránského původu. Je známo, že Hútíové používají střely země-země, dělostřelecké rakety, vyčkávací munici a bezpilotní letadla. Disponují několika raketami a bezpilotními letadly schopnými doletět z Jemenu do Izraele:
- Túfan – balistická raketa země-země s doletem 1800 km[33]
- Soumar – střela s plochou dráhou letu, dolet kolem 2000 km[33]
- Quds-2 – střela s plochou dráhou letu s doletem kolem 1350 km, slouží k útokům na Izrael[34]
- Samád-3 a Samád-4 – bezpilotní letadla/vyčkávací munice s doletem 1800 km[34]
- Drony Waíd – vyčkávací munice s doletem 2500 km, podobná dronům Šáhid-136[34]
- Hladinové drony

## Dopad

### Izrael a Egypt
Útoky Hútíů ovlivnily lodní dopravu do Izraele a místní obchod, přičemž komerční lodní doprava do přístavu Ejlat byla téměř zcela zastavena. Obchodní lodě plující z Asie proto přijaly opatření v podobě náhradní trasy kolem pobřeží Jihoafrické republiky, což však plavbu prodlužuje přibližně o tři týdny a zvyšuje náklady. Kvůli útokům se také zvýšily náklady na pojištění komerčních lodí, které proplouvají Rudým mořem; izraelské lodě zaznamenaly nárůst o 250 % a jiné nebyly schopny zaplatit pojištění. Dne 18. prosince oznámila společnost Evergreen Marine Corporation, že z důvodu rizik a bezpečnosti pozastavuje dovoz a vývoz zboží do Izraele. Společnost COSCO, čtvrtá největší lodní přepravní společnost, a její dceřiná společnost OOCL, zabývající se kontejnerovou přepravou, podobně zastavily všechny služby do Izraele. Dne 21. prosince uvedl výkonný ředitel přístavu Ejlat, že od začátku krize došlo k 85% poklesu aktivity v přístavu.
Zatímco Izrael zaznamenal zpoždění zboží a mírné zvýšení cen, dopady na egyptskou ekonomiku jsou mnohem závažnější, jelikož lodní doprava přes Suezský průplav vyprodukuje téměř 9,4 miliard amerických dolarů. Egypt navíc trpí dluhovou krizí, již zhoršuje již samotná válka mezi Izraelem a Hamásem.

### USA
Válečné lodě Spojených států amerických a další zemí v letech 2023–2024 čelily útokům více než 400 dronů, řízených střel a balistických raket. Samotná plavidla amerického námořnictva za tu dobu spotřebovala 400 kusů munice, z toho dohromady dvacet střel typů ESSM a SM-3, 120 protiletadlových řízených střel SM-2, osmdesát řízených střel SM-6 a 160 nábojů do 127mm kanónu Mark 45. Vysoká spotřeba munice vedla k obavám z jejího přílišného úbytku v době zvyšujícího se napětí ve vztazích s Čínou. Proto byl v roce 2024 Kongres požádán o dodatečné prostředky na obnovu vyčerpaných zásob. Nasazení v Rudém moři rovněž ukázalo, že křižníky a torpédoborce musely na dlouhou dobu opouštět bojovou oblast kvůli doplnění munice. Ministr námořnictva Carlos Del Toro k tomu uvedl: „Nemůžeme si prostě dovolit ztratit dva týdny na to, aby torpédoborce, křižníky a budoucí fregaty mohly doplnit zásoby.“ Pomoci má vyvíjený systém pro doplňování munice do vertikálních sil Mk.41 na otevřeném moři TRAM (Transferrable Reload At-sea Method).

### Globální ekonomika
Největší lodní společnosti, včetně MSC, Maersk, CMA CGM, COSCO, Hapag-Lloyd a Evergreen Marine Corporation, kvůli útokům pozastavily lodní dopravu v Rudém moři. Dne 18. prosince pozastavila veškerou lodní dopravu přes Rudé moře také britská energetická společnost BP. Společnost Maersk, která provozuje přibližně 15 % všech kontejnerových lodí na světě, oznámila 25. prosince, že v důsledku operace Prosperity Guardian brzy obnoví své působení v Rudém moři. Společnost Maersk sice své působení v Rudém moři obnovila, avšak po útocích na Maersk Guangzhou ze 31. prosince ho opět pozastavila. Společnost Tesla 12. ledna oznámila, že od 29. ledna pozastaví na dva týdny většinu výroby ve své továrně v Grünheide. Také společnost Volvo Cars uvedla, že na tři dny zastaví výrobu ve svém závodě v Gentu. Společnost Shell plc oznámila pozastavení „tranzitu“ přes Rudé moře.
Úžinou Mandeb nadále proplouvají nákladní lodě, avšak většina velkých kontejnerových lodí je odkloněna. Naopak lodě na sypký náklad a tankery proplouvají Rudým mořem hojně.
Poté, co COSCO a její dceřiná společnost OOCL zastavila všechny služby do Izraele, uvedl vysoký představitel Hútíů, že čínská a ruská plavidla, která nejsou spojena s Izraelem, budou mít bezpečnou plavbu.